# Avatar (espaçonave)
AVATAR (em sânscrito:  अवतार) (de "Aerobic Vehicle for Hypersonic Aerospace TrAnspoRtation") é um conceito para uma espaçonave com estágio único reutilizável capaz de decolagem e pouso horizontal, pela Defence Research and Development Organization juntamente com a Organização Indiana de Pesquisa Espacial e outras instituições de pesquisa. O mesmo é um conceito de missão mais barato para lançamento de satélites militares e civis ao espaço, bem como para o turismo espacial.
Em janeiro de 2012, foi anunciado que um protótipo em pequena escala, denominado de Reusable Launch Vehicle-Technology Demonstrator (RLV-TD), foi aprovado para ser construído. Os primeiros testes em escala reduzida estão previstos para 2015, e o primeiro voo tripulado do Avatar é proposto para o ano de 2025.